# Taraxacum polonicum
Taraxacum polonicum là một loài thực vật có hoa trong họ Cúc. Loài này được Matecka & Soest miêu tả khoa học đầu tiên năm 1972.